# Karol Junga
Karol Junga (28. října 1887, Horní Žukov – 4. února 1943,  Katovice) byl československý politik polské národnosti a katolického vyznání, národní a spolkový činovník.
V letech 1919–1922 byl členem polského Ústavodárného sejmu ve Varšavě a v letech 1929–1938 poslancem Moravskoslezského zemského zastupitelstva v Brně. Od roku 1938 byl druhým místopředsedou Związku Polaków w Czechosłowacji. Byl zastáncem polsko-české spolupráce. V letech 1938–1939 byl starostou Horního Žukova. Během německé okupace byl uvězněn; ve vězení i zemřel.
Redigoval týdeník Nasz Kraj.